# Taylorcraft TG-6
Die Taylorcraft TG-6 (Werksbezeichnung ST.100) ist ein Lastensegler des US-amerikanischen Flugzeugherstellers Taylorcraft Aviation aus den frühen 1940er Jahren, der während des Zweiten Weltkriegs für die Pilotenschulung eingesetzt wurde.

## Geschichte
Im Juni 1942 erhielt Taylorcraft per Telegramm eine dringliche Anfrage der United States Army Air Forces (USAAF), ob das Werk in der Lage wäre, eine größere Anzahl von Lastenseglern für die militärische Pilotenausbildung zu produzieren. Hintergrund waren die damals schon ins Auge gefasste Invasionen in Afrika, Italien und Frankreich, für die eine riesige Anzahl von Lastenseglern zum Transport von Truppen und Ausrüstung als notwendig angesehen wurde. Da die altbekannten Hersteller von Segelflugzeugen bereits ausgelastet waren, schlug Charles T. Stanton, der damalige Assistant Administrator der Civil Aeronautics Administration (CAA) vor, die Produzenten von Leichtflugzeugen in das Bauprogramm einzubeziehen. Er zeigte auf, dass derartige Flugzeuge ohne großen Aufwand in Segelflugzeuge umgebaut werden können. In der Werksbezeichnung ST.100, in der das „S“ für Stanton steht, wird sein Anteil an der Realisierung des Projekts gewürdigt. Das „T“ steht für Taylorcraft.
Taylorcraft gelang es innerhalb von neun Tagen, in Zusammenarbeit mit der CAA ein Segelflugzeug auf der Grundlage des Model D Tandem Trainer zu entwerfen. Hierzu wurde das Triebwerk mit seinen Aufhängungen einschließlich des Brandschotts entfernt und ein neuer Rumpfbug erstellt, dessen obere Hälfte verglast war. Hier wurde auch ein zusätzlicher Sitz mit einem dritten Satz von Steuereinrichtungen eingebaut, um das fehlende Gewicht des Motors auszugleichen. Der Fluglehrer saß hinten mit den beiden Flugschülern auf den Plätzen vor ihm. Das verkürzte Fahrwerk musste nun ohne Dämpfer auskommen und das Seitenleitwerk wurde vergrößert. Um Landungen auf möglichst kurzer Strecke zu ermöglichen, wurde direkt hinter der Tragflächenvorderkante ein Spoiler installiert, der vom Piloten betätigt werden konnte. Die Abstiegsrate des Flugzeugs erhöhte sich damit um über 100 %. Nur 18 Tage nach Beginn der Arbeiten wurde die TG-6 durch die USAAF abgenommen und die Großserienproduktion beauftragt.

## Varianten
XLNT-1Version der United States Navy, die von der USAAF drei TG-6 zu Testzwecken erhielt
LNT-2 (oder LNT-1)25 Serienexemplare, die ebenfalls von der USAAF übernommen wurden
XTG-331945 umgebaute TG-6 mit dem Piloten in Bauchlage

## Technische Daten
| Kenngröße             | Daten                            |
| --------------------- | -------------------------------- |
| Besatzung             | 3 (1 Fluglehrer + 2 Flugschüler) |
| Länge                 | 7,68 m                           |
| Spannweite            | 10,80 m                          |
| Flügelfläche          | 16,72 m²                         |
| Flügelstreckung       | 7,0                              |
| Leermasse             | 279 kg                           |
| Startmasse            | 572 kg                           |
| Höchstgeschwindigkeit | etwa 220 km/h                    |
| Landegeschwindigkeit  | 67 km/h                          |

## Verbleib
Erhalten geblieben ist eine Maschine, die im Pima Air & Space Museum restauriert und geflogen wurde.